# 切爾西科夫 (紐約州)
切爾西科夫（英語：Chelsea Cove）是位於美國紐約州達奇斯縣的普查規定居民點。

## 人口
根據2020年美國人口普查的數據，切爾西科夫的面積為0.41平方千米，當中陸地面積為0.40平方千米，而水域面積為0.01平方千米。當地共有人口1150人，而人口密度為每平方千米2,804.88人。